# Герасимовы
Герасимовы (Гарасимовы) — дворянские роды.
В древнем дворянстве утверждён лишь один род, ведущий начало от смоленского рейтара Ильи Яковлевича Герасимова (1683) и записанный в VI часть родословной книги Смоленской губернии.
В Рязанской губернии во II часть родословной книги внесены два рода Герасимовых: 13.12.1815 — род титулярного советника Моисея Игнатьевича Герасимова и 10.08.1838 — род бывшего крепостного крестьянина, помещика Сатина поручика Ефима Герасимовича Герасимова.

## История рода
Дмитрий Герасимов послан к Римскому Папе (1524). Сын боярский Тверского владыки Матвей Герасимов владел поместьем в Тверском уезде (1540). Опричником Ивана Грозного был Смирной Герасимов (1573).
Фёдор Ильич служил в детях боярских по Епифани (1606), его сын Кирей вёрстан новичным окладом там же (1637). Кирилл Меньшого вёрстан новичным окладом по Ростиславлю (1628). Данила Иванович и его сын Степан владели поместьями в Новосильском уезде (1628). Автамон Степанович служил в рейтарах (1675-1695), потомство его внесено в родословную книгу Тульской губернии.
Иван Герасимов, служилый человек, ходил из Баргузина на Шилку (1652).
Четыре представителя рода владели населёнными имениями (1699).

## Описание герба
В щите, имеющем голубое поле, изображён золотой крест и серебряная подкова шипами вверх обращённая.
Щит увенчан обыкновенным дворянским шлемом с дворянской на нём короной, на поверхности которой видна птица, имеющая в лапе означенные в щите подкову и крест. Намёт на щите голубой, подложен серебром. Герб рода Герасимовых внесён в Часть 4 Общего гербовника дворянских родов Всероссийской империи, стр. 103.

## Известные представители
- Герасимов Василий Семёнович — дьяк, воевода в Астрахани (1650-1654), дьяк Сибирского приказа (1658).
- Герасимов Василий — дьяк, воевода в Киеве (1656).
- Герасимов Иван Васильевич — стряпчий (1664), московский дворянин (1681), владел вотчиной в Дмитровском уезде.
- Герасимов Григорий Панфилович (Перфильевич) — московский дворянин (1692), владел поместьем в Ярославском уезде.
- Герасимов Афанасий Васильевич — дьяк (1693), воевода в Тобольске (1693 и 1699). (два раза)[2][3][4].